# Sherwood (Oregon)
Sherwood az Amerikai Egyesült Államok északnyugati részén, Oregon állam Washington megyéjének északnyugati részén, Portlandtől délnyugatra helyezkedik el. A 2010. évi népszámláláskor 18 194 lakosa volt. A város területe 11,16 km², melynek 100%-a szárazföld.
A település 1893-ban kapott városi rangot. Először Smockville-nek hívták; nevét alapítója, James Christopher Smock után kapta. Mai nevét 1891 óta viseli; Robert Alexander üzletember szülővárosa, a Michigan állambeli Sherwood után nevezte el.

## Történet
A mai Sherwood területén a kalapuya indiánok atfalati törzse élt. Az első telepesek 1842-ben érkeztek. 1850–1855 között az indiánokat rezervátumokba telepítették át, mivel az újonnan érkezők kapták meg földjeiket. A folyamatot szövetségi szinten biztosították, felügyelője Joel Palmer volt, akit számos kritika ért az őslakosokkal való bánásmódja miatt.
Az 1849-es kaliforniai aranyláz nagy gazdasági fellendülést hozott, főleg nagyot nyert a Willamette-folyó tágulatánál fekvő, az egykor a chinook indiánok által irányított Oregon City, mely mindig is népszerű kereskedőhely volt. Amikor az európaiak megérkeztek, Oregon City lett „az Oregoni ösvény vége”. Mikor vége lett az aranyláznak, helyét Portland vette át. Sherwood mindkét településtől 32 km-re helyezkedik el.

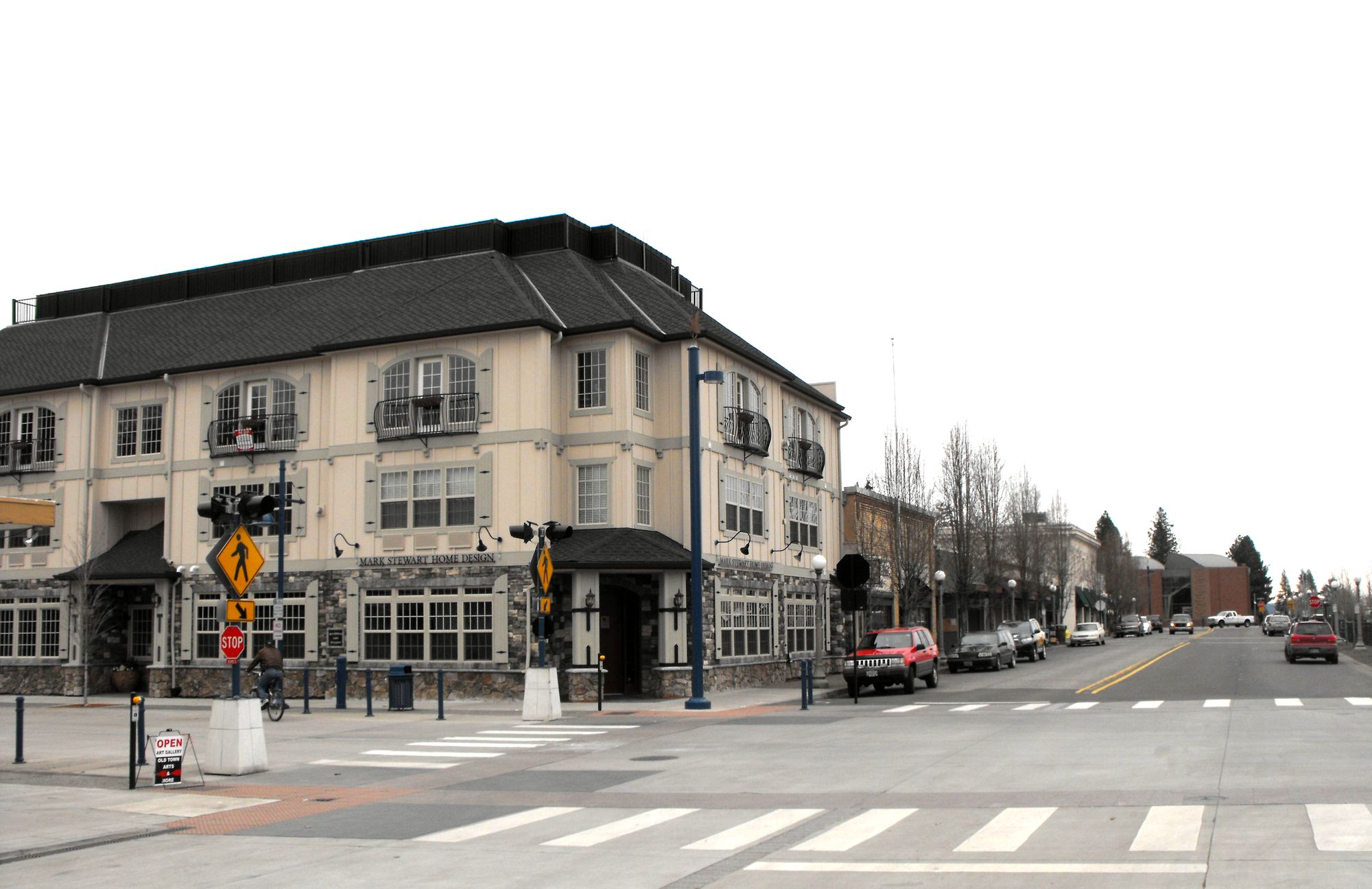
A belváros

Sherwood eredeti neve Smockville, melyet alapítóiról, James Christopherről és Mary Ellen Smockról kapott. 1885-ben a Portland and Willamette Valley Railwaynek adták a leendő vasúti nyomvonalhoz szükséges területet; mind a vasútvonal indulása, mind a település alapítása 1889-ben volt. Mivel sem alapítóinak, sem lakosainak nem tetszett a város neve, tanácskozni kezdtek egy új névről. A michigani Sherwoodból származó Robert Alexander üzletember szülővárosa után a Sherwood nevet javasolta; valamint állítólag a Smockville-t környező erdő a egyesült királyságbeli Sherwood-erdőre hasonlít. A posta 1891. július 5-től használja a nevet. Városi rangot az Oregoni Szenátus 1893-as 36. rendeletében kapott.
Az 1890-es években a helyi gazdaság mozgatórugója egy téglagyár volt, melyet az 1893-as válság miatt 1896-ban bezártak. 1897-ben a klondike-i aranyláz hatására újjáéledt a kereskedelem. 2009-ben a Family Circle a települést az USA leginkább családbarátabb kisvárosává választotta. 2013-ban a város ötödik lett a Money magazin az Egyesült Államok 50 legélhetőbb helyét vizsgáló listáján.
A város lakossága 1911-ben 350 fő volt, ekkor még mindössze 2,6 km² volt a város területe.

## Éghajlat
A térség nyarai melegek (de nem forróak) és szárazak; a havi maximum átlaghőmérséklet 22 °C. A Köppen-skála alapján a város éghajlata meleg nyári mediterrán. A legcsapadékosabb a november–január, a legszárazabb pedig a július–augusztus közötti időszak. A legmelegebb hónap július és augusztus, a leghidegebb pedig december.
| Hónap                         | Jan.  | Feb.  | Már. | Ápr. | Máj. | Jún. | Júl. | Aug. | Szep. | Okt. | Nov.  | Dec.  | Év    |
| ----------------------------- | ----- | ----- | ---- | ---- | ---- | ---- | ---- | ---- | ----- | ---- | ----- | ----- | ----- |
| Rekord max. hőmérséklet (°C)  | 18,3  | 22,2  | 25,6 | 30,6 | 38,3 | 40,0 | 40,0 | 40,6 | 40,6  | 35,0 | 22,2  | 19,4  | 40,6  |
| Átlagos max. hőmérséklet (°C) | 8,9   | 11,1  | 13,9 | 16,1 | 20,0 | 23,3 | 27,2 | 27,8 | 24,4  | 17,8 | 11,7  | 7,8   | 17,5  |
| Átlaghőmérséklet (°C)         | 5,6   | 6,7   | 8,9  | 10,9 | 14,2 | 17,2 | 20,0 | 20,4 | 17,5  | 12,3 | 8,1   | 4,5   | 12,2  |
| Átlagos min. hőmérséklet (°C) | 2,2   | 2,2   | 3,9  | 5,6  | 8,3  | 11,1 | 12,8 | 12,8 | 10,6  | 6,7  | 4,4   | 1,1   | 6,8   |
| Rekord min. hőmérséklet (°C)  | −13,3 | −13,3 | −6,7 | −7,2 | −1,7 | 1,1  | 5,0  | 2,8  | −1,1  | −3,9 | −10,0 | −26,1 | −26,1 |
| Átl. csapadékmennyiség (mm)   | 155   | 117   | 103  | 76   | 58   | 45   | 14   | 16   | 35    | 79   | 162   | 173   | 1033  |
| Forrás: The Weather Channel   |       |       |      |      |      |      |      |      |       |      |       |       |       |

## Népesség

### 2010
A 2010-es népszámláláskor a városnak 18 194 lakója, 6316 háztartása és 4857 családja volt. A népsűrűség 1629,9 fő/km2. A lakóegységek száma 6569, sűrűségük 588,5 db/km2. A lakosok 88,5%-a fehér, 0,8%-a afroamerikai, 0,5%-a indián, 3,5%-a ázsiai, 0,3%-a a Csendes-óceáni szigetekről származik, 2,7%-a egyéb, 3,7%-a pedig kettő vagy több etnikumú. A spanyol vagy latino származásúak aránya 7% (5,4% mexikói, 0,3% Puerto Ricó-i, 0,2% kubai, 1,1% egyéb spanyol vagy latino származású.)
A háztartások 49,6%-ában élt 18 évnél fiatalabb. 63,5% házas, 9,7% egyedülálló nő, 3,6% egyedülálló férfi, 23,1% pedig nem család. 19% egyedül élt; 6,7%-uk 65 éves vagy idősebb. Egy háztartásban átlagosan 2,88 személy élt; a családok átlagmérete 3,31 fő.
A medián életkor 34,3 év volt. A város lakóinak 33,6%-a 18 évesnél fiatalabb, 5% 18 és 24 év közötti, 32,9%-uk 25 és 44 év közötti, 21,6%-uk 45 és 64 év közötti, 6,8%-uk pedig 65 éves vagy idősebb. A lakosok 48,9%-a férfi, 51,1%-a pedig nő.

### 2000
A 2000-es népszámláláskor  a városnak 11 791 lakója, 4253 háztartása és 3300 családja volt. A népsűrűség 1118,6 fő/km2. A lakóegységek száma 4412, sűrűségük 418,5 db/km2. A lakosok 92,36%-a fehér, 0,43%-a afroamerikai, 0,51%-a indián, 2,22%-a ázsiai, 0,04%-a a Csendes-óceáni szigetekről származik, 1,76%-a egyéb-, 2,67%-a pedig kettő vagy több etnikumú. A spanyol vagy latino származásúak aránya 4,72% (3,2% mexikói, 0,2% Puerto Ricó-i, 0,1% kubai, 1,3% pedig egyéb spanyol/latino származású.)
A háztartások 46,3%-ában élt 18 évnél fiatalabb. 65,7% házas, 8,8% egyedülálló nő; 22,4% pedig nem család. 17% egyedül élt; 5,4%-uk 65 éves vagy idősebb. Egy háztartásban átlagosan 2,77 személy élt; a családok átlagmérete 3,14 fő.
A város lakóinak 31,7%-a 18 évesnél fiatalabb, 5,5% 18 és 24 év közötti, 41,2%-uk 25 és 44 év közötti, 16,4%-uk 45 és 64 év közötti, 5,3%-uk pedig 65 éves vagy idősebb. A medián életkor 31 év volt. Minden 100 nőre 95,4 férfi jut; a 18 évnél idősebb nőknél ez az arány 92,9.
A háztartások medián bevétele 62 518 amerikai dollár, ez az érték családoknál $67 277. A férfiak medián keresete $47 920, míg a nőké $33 657. A város egy főre jutó bevétele (PCI) $25 793. A családok 1,5%-a, a teljes népesség 2,7%-a élt létminimum alatt; a 18 év alattiaknál ez a szám 2%, a 65 évnél idősebbeknél pedig 11,7%.

## Oktatás

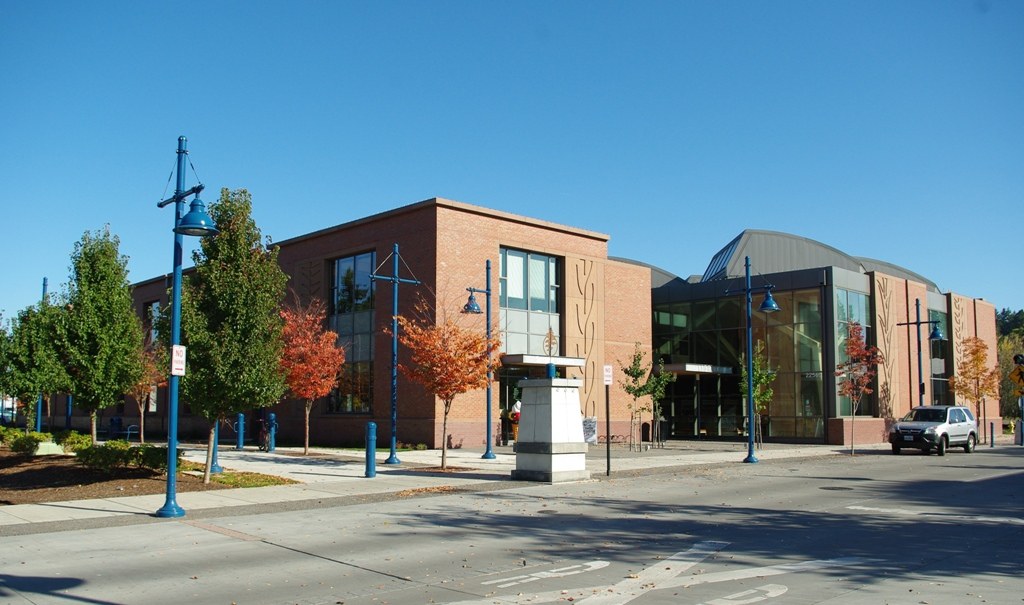
A városi könyvtár

A városnak négy általános- (J. Clyde Hopkins, Middleton, Archer Glen, Edy Ridge) és két középiskolája (Sherwood Middle School, Laurel Ridge), valamint egy gimnáziuma (Sherwood High School) van.
Mindegyik általános iskolába körülbelül 600 diák jár; a Laurel Ridge középiskolának 450 diákja van. A Sherwood Middle Schoolban 1000-en, a Sherwood High Schoolban 1300-an tanulnak. Az iskolák fenntartója a Sherwoodi Iskolakerület. A kerület hátrányos helyzetű, alkohol-és drogfüggő, valamint büntetett előéletűeknek is kínál oktatási lehetőségeket.
A városban található még két magániskola (egyik a Sherwood Charter School, melyet részben az állam finanszíroz) és egy egyházi fenntartású intézmény (St. Francis Catholic School) is.

## Nevezetes személyek
- Addison Crandall Gibbs – Oregon második kormányzója
- Bud Podbielan – baseballjátékos
- Chuck Sun – motorversenyző
- Dave Edstrom – olimpikon
- Del Baker – baseballjátékos
- Iain Harrison – sportlövő
- Jiggs Parrott – baseballjátékos
- Jim Benning – a Vancouver Canucks menedzsere
- Thomas H. Parrott – zenész
- Tom Parrott – baseballjátékos

## Fordítás
Ez a szócikk részben vagy egészben  a   Sherwood, Oregon című angol Wikipédia-szócikk ezen változatának fordításán alapul.  Az eredeti cikk szerkesztőit annak laptörténete sorolja fel. Ez a jelzés csupán a megfogalmazás eredetét és a szerzői jogokat jelzi, nem szolgál a cikkben szereplő információk forrásmegjelöléseként.